# Joujou à la casse
Pour les articles homonymes, voir Joujou.
Singles de Alain Chamfort
Comme si c'était hier
(1977) Seul à la fin / Danse, danse comme ça
(1978)
Joujou à la casse est une chanson interprétée par Alain Chamfort en 1977 pour l'album Rock'n rose.
Première collaboration entre Serge Gainsbourg et Alain Chamfort, qui signe les textes pour le premier et la musique pour le second (en collaboration avec Michel Pelay ou Jean-Noël Chaléat, co-compositeur de Joujou à la casse.